# دستیار یک خون‌آشام

طرح روی جلد نسخه آمریکایی

دستیار یک شبح (به انگلیسی: The Vampire's Assistant) داستانی نوشته دارن شان از سری قصه‌های سرزمین اشباح (دومین جلد) که در رده بندی رمان‌های تخیلی نوجوانانه، و کمی ترسناک جای دارد. جی‌کی‌رولینگ خواندن این کتاب را برای هری پاتر دوستان توصیه کرده‌است.
این کتاب توسط فرزانه کریمی به فارسی ترجمه شده و در ۲۲۸ صفحه توسط انتشارات قدیانی (کتاب‌های بنفشه) چاپ و منتشر شده‌است.

## داستان
حدود دو ماه از سری قبلی داستان میگذرد.دارن شان در این مدت به همراه آقای کرپسلی از این شهر به اون شهر سفر می‌کنند و دارن در این سفرها در حال یادگیری در مورد اشباح و توانایی‌های خود و آن‌ها است. مدت کمی از رفتن دارن از پیش خانواده اش میگذره و به همین علت دارن هنوز ناراحت و عصبانی است و همیشه در حال داد و فریاد زدن و اذیت کردن لارتن کرپسلی است. دارن پیش خودش حتی قول داده یه روزی کرپسلی رو بکشه اما فعلاً نمیتونه چون اگه این کارو بکنه نمیدونه بعدش باید چی کار کنه. لارتن هم مدام از دارن عذر میخواد و میگه واقعاً نمیدونم چرا تو رو تبدیل به یک نیمه شبح کردم و اگه امکانش بود تو رو به وضع سابق برمیگردوندم ولی امکانش نیست. خلاصه روزی در یک شهر بودند که لارتن در مورد خون خوردن اشباح برای دارن صحبت می‌کرد. می گفت اشباح پس از اینکه خون انسان‌ها رو میخورند بخشی از خاطرات اون انسان رو با خود حفظ می‌کنند و اینچنین یاد اون فرد همیشه پیش شبح حفظ میشه. اما این چیزها باعث نمیشد که دارن از انسان‌ها خون بخوره. دارن حاضر شده بود که از خون حیوانات تغذیه کنه اما خون انسان نمی‌خورد و کرپسلی هم به او میگفت که اگه خون انسان نخوری خواهی مرد. کرپسلی دارن رو با خود می‌برد تا نحوه خون خوردن رو یادش بده.شیوه کار اینطوری بود که اشباح ابتدا با گازی که در دهن خود دارند مردم عادی رو بیهوش می‌کردند(این گاز فقط مخصوص اشباح است و نیمه شبح‌ها این توانایی رو ندارند و مدت بیهوشی هم بین 15-30 دقیقه است)بعد با ناخن‌های خیلی تیزشون یک رگ رو میبریدند و بعد خون میخورند و در آخر به وسیله آب دهنشون زخم رو میبستند(باز هم توانایی بستن زخم با آب دهان مخصوص اشباح بالغ است). اما دارن هر روز عصبانی تر میشد چون دارن تنها امیدش این بود که میتونست دوست‌های جدیدی پیدا کنه اما دوستی یک نیمه شبح با انسان‌ها خیلی خطرناک بود و حتی دارن یکبار به ناخواست پای یک بچه رو شکوند. کرپسلی که ناراحتی دارن رو دید گفت که تو میتونی دوست داشته باشی. دوست‌هایی که مثل تو خاص و قوی باشند و به دارن گفت میتونیم به سیرک عجایب بریم. دارن موضوع رو قبول کرد. آقای کرپسلی به وسیله ارتباط ذهنی که توانایی خاص اشباح است با آقای تال ارتباط ذهنی پیدا کرد و مکان سیرک رو پیدا کرد(البته این توانایی باید بین دو طرف از قبل تمرین بشه). دارن و لارتن به سیرک رفتند و در نزدیکی آنجا گروهی رو دیدند که عضو گروه‌های حمایت از محیط زیست بودند. آقای تال با رویی خوش از آن‌ها استقبال کرد و گفت که دارن میتونه پیش ایورا بخوابه و دارن را راهی چادر ایورا کرد. دارن وقتی وارد چادر شده فهمید که ایورا ون همون پسر نیمه انسان نیمه ماری که قبلاً تو سیرک دیده بود. دارن و ایورا حسابی با هم دوست شدند و داستان خودشونو برای هم تعریف کردند و دارن حسابی روحیش خوب شده بود. همه اعضای سیرک از دیدن دارن تعجب می‌کردند. اون‌ها میگفتند که ما قبلاً هم نیمه شبح دیدیدم اما نیمه شبحی به سن و سال تو واقعاً نوبر و عجیبه و چطوریه که هنوز ژنرال‌های اشباح سراغت نیومدند؟البته دارن هیچی از ژنرال‌ها نمیدونست. اما دارن به مرور زمان همینطور ضعیف می‌شد ولی حاضر به خوردن خون انسان نمیشد. همان روز دارن و ایورا با یک پسر بچه که اهل همان شهر بود و اتفاقی از حضور سیرک باخبر شده بود دوست شدن. اسم اون پسر سام گرست بود که خیلی شجاع و بازیگوش بود و علاقه زیادی داشت که همراه سیرک بیاد. البته دارن نگفته بود که یک نیمه شبحه. این سه نفر حسابی اون روز خوش گذروندند و شب که دارن و ایورا به سیرک برگشتند متوجه موضوعی شدند. از پشت درخت‌ها چند نفر بیرون اومدند. اون‌ها چند آدم کوچولو بودند که دارن شبی که با استیو به سیرک اومده بود اون‌ها رو دیده بود ولی اون‌ها رو کاملاً فراموش کرده بود. آدم کوچولوها هرگز با هیچکس حرف نمی‌زدند و قد کوتاهی داشتند. دور دهانشون پارچه‌ای پیچیده بودند و کلاهی روی سرشون بود که تمام سر و بخشی از صورتشونو میپیچوند و هیچوقت هم این کلاه از سرشون نمی‌افتاد. اما آدم کوچولوها تنها نبودند و همراه آن‌ها یک آقای چاق و قد کوتاه(البته نه کوتوله) به نام دیسموند تینی می اومد. آقای تینی با لحنی خوب با دارن رفتار کرد و دارن هم حسابی ازش خوشش اومد اما بعد از رفتن تینی دارن متوجه شد که ایورا حسابی ترسیده و سر جاش خشکش زده. ایورا میگفت تینی رئیس آدم کوچولوهاست و من خیلی ازش میترسم. اون خیلی ترسناک و سنگدله و حتی فکر میکنم که حاضر باشه آدم هم بخوره و براش چند داستان رو تعریف میکنه و میگه اگه اول اسم اونو یعنی دیس رو به فامیلش اضافه کنی کلمه دستینی(به معنی سرنوشت) به دست میاد. بعد از چند دقیقه تینی اونارو صدا میکنه و دارن و ایورا به چادر آقای تال میرند و علاوه بر تینی و تال آقای کرپسلی رو هم میبینند. آقای تینی میگه که دارن و ایورا وظیفه دارند شکم آدم کوچولوها رو سیر کنند. دارن اصلاً از آقای تینی خوشش نیومد. ایورا میگفت آدم کوچولوها همه چی میخورند و مهم نیست گوشت چه حیوونی و حتی مردش رو بهشون بدی. یک روز که دارن و ایورا و سام رفته بودند بازی با مردی ریشو و تنومند آشنا میشند. اسم این مرد رژی وژی بود ولی چون همه مسخرش می‌کردند به خودش میگفت آروی که مخفف همون رژی وژیه. آروی جزو گروه حفاظت از محیط زیست بود و گیاه خوار هم بود. دارن اون شب آروی و سام رو به سیرک دعوت کرد و ازقضا کرپسلی از دارن خواست که امشب به عنوان دستیارش کنارش بیاد. اما وقتی که دارن دید عنکبوت آقای کرپسلی مانند نمایش‌های قبلی گوسفند رو کشت فهمید که آوردن آروی به اینجا کار عاقلانه‌ای نبوده. بعد از نمایش دارن از ایورا نظر آروی رو پرسید و فهیمید که آروی علاوه بر گوسفند نگران عنکبوت کرپسلی و مار ایورا و مرد گرگی هم شده بود. خلاصه یه روز که دارن برای شکار برای آدم کوچولوها سراغ یک گوسفند رفته بود با آروی رو به رو شد و حسابی با اون بحثش شد و سرآخر با ترسوندن آروی توسط زورش اونو از خودش دور کرد. همون روز سام گفت که تصمیم گرفته با سیرک بیاد اما از اونجاییکه کرپسلی و تال به دارن اجازه ندادند دارن به سام اجازه نداد. همان شب دارن دیگه واقعاً بخاطر بی خونی داشت از پا درمیومد و برای نمایش هم نرفت. دارن صدایی رو از قفس مرد گرگی شنید و به سمتش رفت و آروی رو دید که داشت زنجیرهای قفس رو باز می‌کرد. دارن سعی کرد جلوشو بگیره ولی آروی که حواسش به دارن بود از پشت حسابی به قفس نزدیک شد ومرد گرگی هم هر دو دست آروی رو از مچ خورد. آروی که حسابی شوکه شده بود در حالیکه همینطور فریاد میزد دست‌هایم کجاست از اونجا با سرعت زیادی رفت. دارن میخواست بره کمک آروی اما متوجه شد که مرد گرگی باقی زنجیرها رو باز کرده و حالا داره به سمت دارن میاد. دارن که داشت عقب عقبی میرفت پاش به یه چیزی گیر کرد و زمین خورد و مرد گرگی هم از بالای سرش رفت. دارن که خوشحال بود که مرد گرگی نخوردتش متوجه شد که پاش به یک کیف خوره و فهمید که این کیف سامه و فهیمد که مرد گرگی رفته سراغ سام. دارن رفت دنبال سام و اونو پیدا کرد. اونا امیدوار بودند که اعضای سیرک هرچه زودتر متوجه داستان بشند و کمکشون بیاند. بعد از چند دقیقه تعقیب و گریز دارن به چنگ مرد گرگی میوفته و ضربه سختی هم به سرش میخوره که باعث میشه بیخیال دفاع بشه. اما سام از پشت به کمک دارن میاد. دارن بعد ازچند ثانیه که متوجه همه چی میشه پا میشه و میفهمه که مرد گرگی داره دوست صمیمیش یعنی سام رو میخوره. دارن که به شدت ناراحت بود میره سراغ مرد گرگی. مرد گرگی سامو ول میکنه و حالا قصد خوردن دارن رو داشت که آقای کرپسلی و آقای تال و چند تا آدم کوچولو میرسند و مرد گرگی رو مهار می‌کنند. کرپسلی در حالیکه دارن حسابی گریه می‌کرد به دارن میگه الان وقت خوبیه که تو خون بخوری اما دارن هر دری وری که از دهنش در میا به کرپسلی میگه. ولی کرپسلی میگه همونطور که قبلاً گفتم تو با خوردن خون اشخاص خاطراتشونو پیش خودت حفظ میکنی. سام مرده ولی یاد اون میتونه همواره در کنارت باشه و این حرفا باعث میشه که دارن بالاخره تصمیم به خوردن خون بگیره. دارن بالاخره خون خورد واون شب در کنار ایورا حسابی گریه کردند....